# Tasiocera miseranda
Tasiocera miseranda là một loài ruồi trong họ Limoniidae. Chúng phân bố ở miền Tân bắc.